# Inga carinata
Inga caudata é uma espécie vegetal da família Fabaceae.
Árvore de floresta úmida do litoral do Equador, de solo não inundável, com 10 populações conhecidas, entre altitudes de 50 à 700 metros, principalmente na Reserva Ecológica Mache-Chindul, na Estación Biológica Bilsa, em áreas privadas nas aproximidades do rio Silanche, e do rio Palenque, e na Reserva Ecológica de Loma Alta - RECLA.
Na RECLA há um programa de reflorestamento (C. Bonifaz, pers. comm.) para compensar o grande desmatamento ocorridos nos últimos cinquenta anos.